# Marjan (lion)
Pour les articles homonymes, voir Marjan.
Marjan est un lion détenu par le zoo de Kaboul et mort de vieillesse en 2002 à l’âge de vingt-cinq ans. Mutilé par une grenade pendant la guerre civile en Afghanistan le lundi 27 mars 1995, il était devenu aveugle. Ayant survécu à de nombreuses guerres et périodes sombres, il est un symbole afghan des conflits qui se sont abattus sur le peuple afghan, et de sa survie aux dits conflits : une statue en bronze à son effigie est installée à l'entrée du parc.

## Le zoo de Kaboul

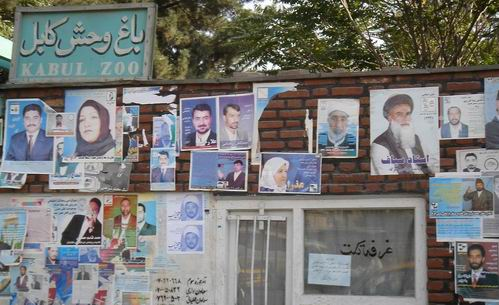
Zoo de Kaboul en 2005.

Situé à quelques kilomètres de Kaboul, le zoo a subi d’énormes pertes durant les différentes guerres qui se sont succédé des années 1970 à 2001. En 1972, le zoo possédait 417 animaux dont certaines espèces rares et inscrites sur la liste rouge de l'UICN, comme le cerf de Bactriane. Vingt-six ans plus tard, un rapport d’un correspondant du London Times indique que seuls 19 animaux sont encore présents dans le zoo dont une paire de lions.
De nombreux animaux ont été tués pour être mangés. L’unique éléphant a été tué par une fusée incendiaire. Le zoo fut laissé à l’abandon par les talibans, et les employés du zoo, sans salaire, devaient mendier pour nourrir leurs pensionnaires. Le zoo obtint de l’aide de la Société mondiale de protection des animaux (WSPA), de la North carolina zoological society (NCZS) et de l’Association des Zoos et des Aquariums (AZA).

## L’histoire de Marjan
Marjan est donné au zoo de Kaboul encore lionceau, durant les années 1975. Une lionne est également présente dans son enclos de béton. En 1995, un soldat voulut montrer sa bravoure et entra dans la cage des lions. Tandis qu'il s'attaquait à la lionne, Marjan sauta sur lui et l'attrapa au cou : le soldat mourut de cette blessure. Le lendemain, le frère du défunt jeta une grenade dans l'enclos. Marjan fut gravement mutilé : édenté, il perdit également un œil.
Durant la période talibane, le lion fut mis à la diète. La lionne mourut. A la libération, le lion, symbole de l'oppression du peuple afghan, reçut une importante aide internationale. Des soins et une alimentation appropriés lui furent prodigués et l'enclos fut rénové. Malgré l'aide internationale, Marjan meurt le 26 janvier 2002 : son foie avait lâché et ses intestins saignaient.
Deux lions chinois du Badaling Wildlife Park, Zhuangzhuang et Canny, ont été offerts au zoo de Kaboul pour remplacer Marjan,. Une statue à son effigie a été inaugurée et trône dans le parc zoologique.

## Dans la littérature
L'histoire de Marjan est racontée dans "Libraires envolés, Bangkok-Damas" de Anne et Laurent Champs-Massart.